# Peaches (EP)
Pour les articles homonymes, voir Peaches.
Albums de Kai
KAI (开)
(2020) Rover
(2023)
Singles
1. Peaches
Sortie : 30 novembre 2021

Peaches est le second EP de l'artiste Kai, un des membres du boys band sud-coréano-chinois EXO, il est sorti le 30 novembre 2021 sous SM Entertainment et distribué par Dreamus Company Korea.

## Contexte et sortie
Le 26 octobre 2021, les médias sud-coréens ont annoncé que Kai se préparait pour faire son comeback en solo à la fin du mois de novembre. À la suite de cela, SM Entertainment a confirmé l'information, déclarant : “Il est vrai que KAI prépare un nouvel album solo avec pour objectif de faire son comeback à la fin du mois de Novembre. Attendez avec impatience s’il vous plaît.”. 
Le 11 novembre, le nom du mini-album et sa date de sortie ont été révélés, l'EP s'intitule Peaches et sortira le 30 novembre, accompagné du clip-vidéo du single principal portant le même titre. Du 19 au 28 novembre, des images et vidéos teasers sont régulièrement postées. Parmi ces vidéos, une montre Kai danser sur "Vanilla", intitulé Prologue Film, elle est sortie le 26 novembre. Un premier teaser du clip est sorti le 29 novembre.

## Chansons
La chanson titre "Peaches" présente de douces vibrations, suscitant des attentes que l'on peut également rencontrer dans des chansons basées sur le hip-hop qui rappelle la puissante performance de Kai. "Vanilla" est une chanson au genre indie pop qui combine des sons somnolents de guitare, de bongo et de synthétiseur tropical, comparant le sentiment de tomber amoureux avec une douce saveur de vanille, et le refrain répété double l'atmosphère rêveuse de la chanson. La chanson "Domino" a été décrite comme une chanson hip-hop R&B avec une basse lourde, une batterie et des voix graves qui expriment de manière lyrique qu'une fois que ça a commencé, éloignons-nous du regard ou des soucis des autres et bougeons autant que nous voulons. "Come In" a été décrit comme une chanson hip-hop groovy qui impressionne par l'utilisation de bases superposées, de synthétiseurs et de vocodeurs, avec des paroles qui expriment le message de ne pas hésiter à tomber amoureux et de s'approcher avec audace. "To Be Honest" est une chanson avec un riff principal rythmique, une batterie et une basse 808, avec des paroles sur l'expression honnête des sentiments de l'autre et le fait de ne plus cacher leurs sentiments qui double leur charme. "Blue" est une chanson pop R&B qui combine une guitare lo-fi et une performance émotionnelle au piano, et dépeint des émotions contradictoires sur le fait de vouloir être seul mais de vouloir que quelqu'un nous reconnaisse et nous retienne.

## Promotion
Le jour de la sortie du mini-album, Kai a tenu une conférence de presse qui a été animé par Sehun. Il a par ailleurs tenu un direct une heure avant la sortie de l'EP, qui a été retransmis en direct sur YouTube. Les  1er, 2, 7, 8 et 14 décembre, il a participé à des émissions de radio. Le 4 décembre, il a commencé à interpréter le single principal dans les émissions musicales sud-coréennes, mais aussi "Domino". Les 3, 6 et 8 décembre, il a organisé des call-events. Le 30 décembre, il a donné un cours en ligne sur la plate-forme ED KPOP, pour apprendre aux spectateurs la chorégraphie de "Peaches".

## Accueil

### Succès commercial
Au lendemain de sa sortie, il a été révélé que le mini-album avait pris la première place du Top Albums Charts de iTunes dans 58 pays différents depuis sa sortie. L'EP figure également en tête des classements d'albums physique en Chine, notamment sur QQ Music.

## Liste des titres
| Peaches | Peaches      | Peaches                     | Peaches | Peaches | Peaches | Peaches | Peaches | Peaches | Peaches |
| No      | Titre        | Auteur                      | Producteur(s) | Durée   |         |         |         |         |         |
| ------- | ------------ | --------------------------- | --- | ------- | ------- | ------- | ------- | ------- | ------- |
| 1.      | Peaches      | Kim Anna (ARTiffect)        | Wolfgvng, Zach Sorgen, Ryan S. Jhun, Harold Philippon, Yoo Young-jin                                              | 3:18    |         |         |         |         |         |
| 2.      | Vanilla      | January 8th (Lalala Studio) | Max Vehuni | 3:28    |         |         |         |         |         |
| 3.      | Domino       | Thama                       | Nathan Cunningham, Marc Sibley, Benjamin Shapiro                                                                  | 2:55    |         |         |         |         |         |
| 4.      | Come In      | Hyun Ji-won                 | Rick Parkhouse, George Tizzard, Shakka Philip                                                                     | 3:02    |         |         |         |         |         |
| 5.      | To Be Honest | Mola (Flying Lab)           | Blaq Tuxedo, Dewain Whitmore Jr.                                                                                  | 2:53    |         |         |         |         |         |
| 6.      | Blue         | Jang Han-bit (Jam Factory)  | Zachary Wiznitzer, Matthew T. Wiggers, Brady Tutton, Edith Hedwig Boguslawski, Stanley H Greene Jr., Ryan S. Jhun | 3:00    |         |         |         |         |         |
| 18:38   |              |                             | |         |         |         |         |         |         |

## Classements

### Classements hebdomadaires
| Classements                           | Meilleure position |
| ------------------------------------- | ------------------ |
| South Korea (Gaon)                    | 2                  |
| UK Digital Albums (OCC)               | 46                 |
| Japanese Albums (Oricon)              | 14                 |
| Japanese Hot Albums (Billboard Japan) | 11                 |

#### Classement annuel
| Classement                 | Meilleure position |
| -------------------------- | ------------------ |
| South Korean Albums (Gaon) | 50                 |

## Ventes
| Pays               | Ventes  |
| ------------------ | ------- |
| South Korea (Gaon) | 265 201 |

## Certification
| Pays               | Certification | Unités certifiés / Ventes |
| ------------------ | ------------- | ------------------------- |
| South Korea (Gaon) | Platine       | 250 000                   |

## Historique de sortie
| Pays         | Date             | Format               | Label                                   |
| ------------ | ---------------- | -------------------- | --------------------------------------- |
| Corée du Sud | 30 novembre 2021 | Téléchargement légal | SM Entertainment, Dreamus Company Korea |
| Monde entier | 30 novembre 2021 | CD                   | SM Entertainment                        |